# Antonio Iriarte
Antonio Iriarte, originario de Cosalá, presbítero y primo hermano del jefe de la acaudalada familia de mineros de la localidad Sinaloense. Diputado al Congreso General de 1822 y en seguida a la Junta Nacional Instituyente nombrada por Agustín de Iturbide. Desempeñó el mismo cargo en la Legislatura Constituyente del Estado de Occidente en 1824 y repite su cargo como diputado en el Segundo Congreso Constitucional del Estado Interno de Occidente.